# Dedenhausen
Dedenhausen (niederdeutsch Dannhüsen) ist eine Ortschaft der Gemeinde Uetze in der niedersächsischen Region Hannover.

## Geografie
Das Dorf Dedenhausen befindet sich etwa 34 km östlich von Hannover.

## Geschichte
Das Dorf wurde zum ersten Mal anlässlich der Zusammenlegung der beiden bisher selbständigen Kirchen von Eddesse und Dedenhausen im Jahre 1301 urkundlich erwähnt, damals noch unter dem alten Ortsnamen Dedingehusen. Vermutlich im Frühmittelalter wurde am westlichen Ortsrand die Wallburg Dedenhausen mit einem Durchmesser von ca. 100 m erbaut. Für das Jahr 1508 ist die Wallburg in den Händen der Herren von Bortfeld belegt. Nach deren Aussterben ging die Burg 1616 an die Herren von Wense.
Im Jahr 1701 gehörte das Dedenhäuser Gut dem dänischen Kammerherrn Oberst Georg Jochen von der Wense. Etwa um 1700 wurde die Kirche abgerissen und an gleicher Stelle bis 1703 die heutige Fachwerkkirche erbaut.
Im Jahr 1813 wurde die Friedenseiche gepflanzt. Bodo Georg von der Wense verkaufte sein Gut im Jahre 1849 an 27 Einwohner Dedenhausens.
Im Jahr 1932 erfolgte die Errichtung der Bauten der Gewerkschaft Phönix am Bahnhof, aus der später die Mineralöl- und Betonwerke Sengewald entstanden. Die Freiwillige Feuerwehr Dedenhausen wurde im Jahr 1939 gegründet, welche seitdem für den Brandschutz und die allgemeine Hilfe insbesondere auf Ortsebene sorgt. Im Jahr 1946 wurde das Verfahren wegen Körperverletzung an Zwangsarbeitern der Mineralöl- und Betonwerke Sengewald eingestellt. Am 26. Juni 1949 fand in Dedenhausen ein Feuerwehrfest statt. 1958 wurde die Chorvereinigung als Zusammenschluss der bisherigen Chöre gegründet und im Jahr 1959 das 50-jährige Stiftungsfest der Kyffhäuser-Kameradschaft gefeiert.
Die Fischerei in der Fuhse wurde wegen zu großer Verschmutzung im Jahr 1962 aufgegeben. Der Gemeinderat beschloss 1968 den Anschluss an die Kläranlage Eltze. Im gleichen Jahr wurde der Wallberg unter Naturdenkmal-Schutz gestellt. 1970 wurde die neue Turnhalle eröffnet.
Dedenhausen wurde 1984 Kreissieger im Wettbewerb Unser Dorf soll schöner werden. Der ehemalige Dedenhäuser Bürgermeister Reinhard Brandes wurde 1997 Ehrenbürger der Gemeinde Uetze.
Anlässlich der 700-Jahr-Feier im Jahr 2001 wurde vor der ehemaligen Schule ein Gedenkstein aufgestellt. Eine Fliegerbombe aus dem Zweiten Weltkrieg wurde 2002 entschärft. Die Molkerei Dedenhausen wurde im Jahr 2004 geschlossen. Im Jahr 2005 bestand der Posaunenchor Eddesse-Dedenhausen seit 111 Jahren.

### Eingemeindungen
Im Zuge der Gebietsreform in Niedersachsen, die am 1. März 1974 stattfand, wurde Dedenhausen der Gemeinde Uetze im Landkreis Hannover – heute Region Hannover – zugeschlagen, vorher war es eigenständige Gemeinde und Mitglied der Samtgemeinde Eltze im Landkreis Peine.

### Einwohnerentwicklung
| Jahr | Einwohner | Quelle      |
| ---- | --------- | ----------- |
| 1910 | 374       | [ 5 ]       |
| 1925 | 401       | [ 6 ]       |
| 1933 | 358       | [ 6 ]       |
| 1939 | 384       | [ 6 ]       |
| 1950 | 860       | [ 7 ]       |
| 1956 | 787       | [ 7 ]       |
| 1961 | 720       | [ 8 ] [ 9 ] |
| 1970 | 703       | [ 8 ] [ 9 ] |
| 1973 | 706       | [ 1 ]       |
| 2012 | 892       | [ 10 ]      |
| 2013 | 910       | [ 11 ]      |
| 2014 | 916       | [ 12 ]      |
| 2016 | 925       | [ 13 ]      |
| 2017 | 924       | [ 13 ]      |
| 2020 | 871       | [ 2 ]       |
| 2021 | 878       | 0           |

|  |

## Politik

### Ortsrat
Der Ortsrat von Dedenhausen setzt sich aus fünf Ratsmitgliedern (zwei Ratsfrauen und drei Ratsherren) folgender Parteien zusammen:
- SPD: 3 Sitze
- CDU: 1 Sitz
- FDP: 1 Sitz

(Stand: Kommunalwahl September 2021)

### Ortsbürgermeister
Der Ortsbürgermeister von Dedenhausen ist seit 2013 Joachim Hutschenreuter (SPD).

### Wappen
Der Entwurf des Kommunalwappens von Dedenhausen stammt von dem Heraldiker und Grafiker Alfred Brecht, der zahlreiche Wappen in der Region Hannover erschaffen hat. Die Genehmigung des Wappens wurde am 30. September 1960 durch den Regierungspräsidenten in Hildesheim erteilt.
| Wappen von Dedenhausen | Blasonierung: „In Blau der Dedenhausener silberne Taufstein über einer fünffachen, goldenen Halbkreispalisade auf grünem Hügel.“ |
| Wappen von Dedenhausen | Wappenbegründung: Der Taufstein verweist auf die Taufe aus der 1301 bestätigten Kapelle, die ihren Platz wohl an der gleichen Stelle wie die heutige Kirche innerhalb des Ringwalles gefunden hatte. Dieser Taufstein ist der älteste steinerne Zeuge der Vergangenheit, der dem Ort geblieben ist. Er hat das Leben vieler Generationen unserer Vorfahren begleitet und wird auch noch in langer Zukunft ein stummer Zeuge bleiben neben den Urkunden, die für die Kommenden verwahrt werden. Der genannte Ringwall wird durch den Hügel und die Halbkreispalisade versinnbildlicht. In die Zeit des Ursprungs dieser Siedlung weist uns diese Germanen-Wallburg von 90 Metern Durchmesser, die größte im Raume des altsächsischen Gaues Flutwidde. Sie mag aus der Zeit der Landnahme durch die Sachsen stammen, die hierher im 4. Jahrhundert von Norden her vorgedrungen sind. |

## Kultur und Sehenswürdigkeiten

### Bauwerke
- St.-Urban-Kirche

Die evangelisch-lutherische St.-Urban-Kirche wurde 1703 als Saalbau in Fachwerkbauweise mit Satteldach errichtet. Der massive Turm wurde erst 1952 angefügt, der bis dahin vorhandene Dachreiter wurde entfernt. Im Inneren befindet sich eine Taufe in Kelchform aus dem 13. Jahrhundert, ein Holzaltar von 1690 und eine geschnitzte Kanzel. Außerdem ist im Westen und Norden der Kirche eine Empore vorhanden. Die letzte Renovierung der Kirche erfolgte 1998–2000, dabei wurde das ursprüngliche Lehmgefach wieder hergestellt. Östlich der Kirche befindet sich ein Glockenturm aus Holz, dieser wurde 1838 nach einem Entwurf von Ludwig Hellner erbaut, seit dem Turmbau ist er ohne Glocken.

### Naturdenkmale
- Zwei Stieleichen (150- und 180-jährig)

### Fotogalerie

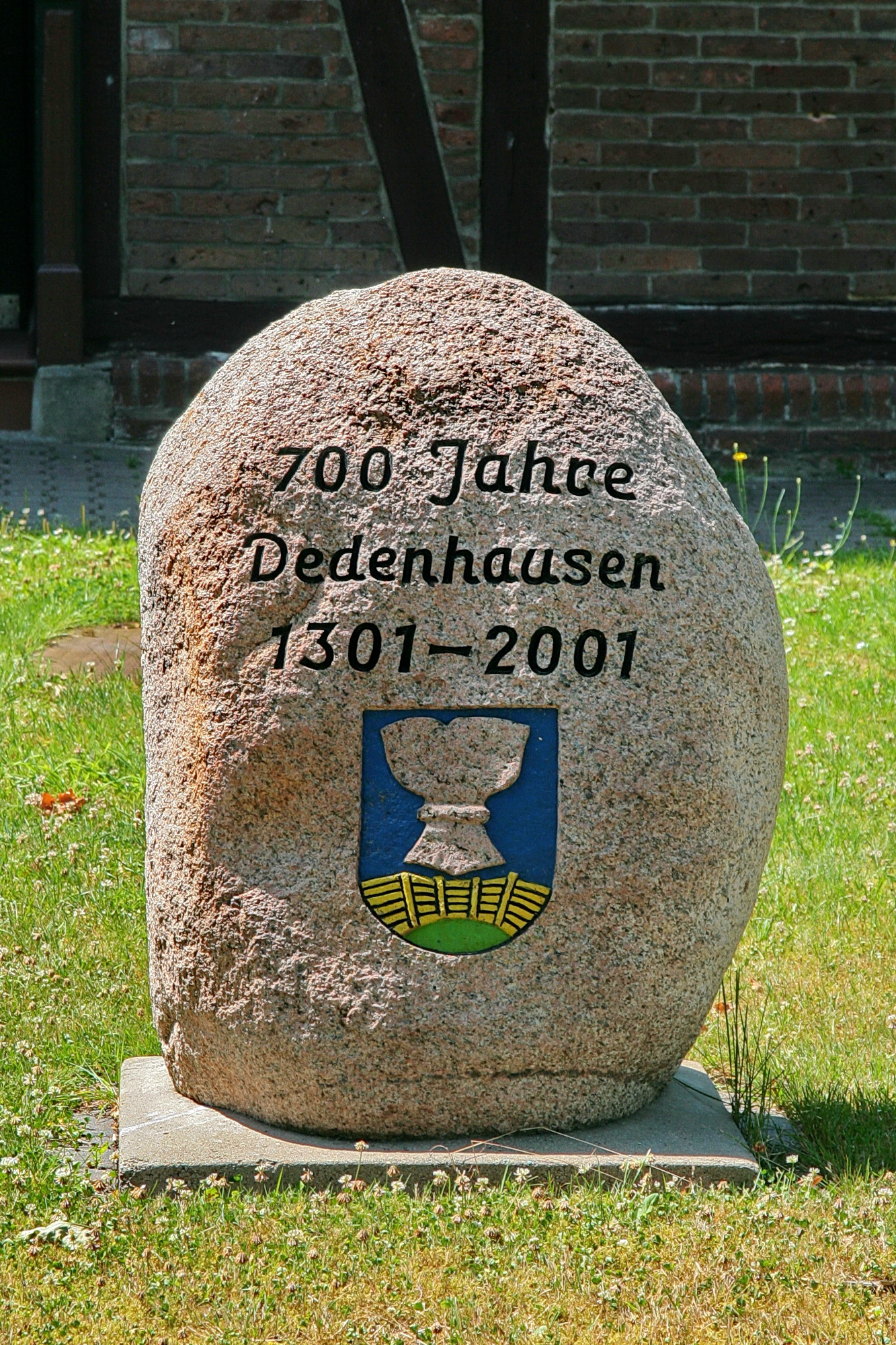
Gedenkstein 700 Jahre Dedenhausen
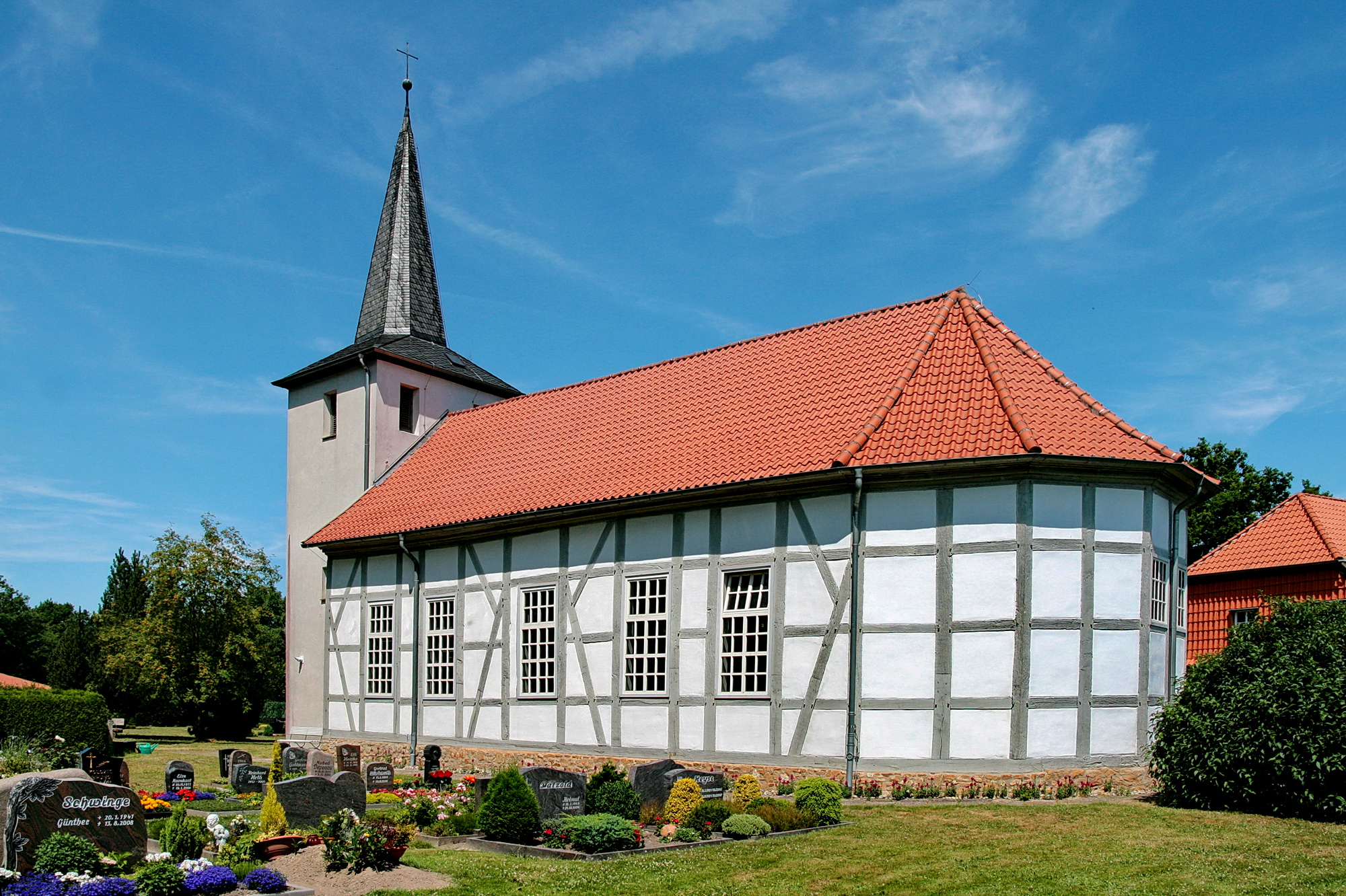
St.-Urban-Kirche (etwa 1700)
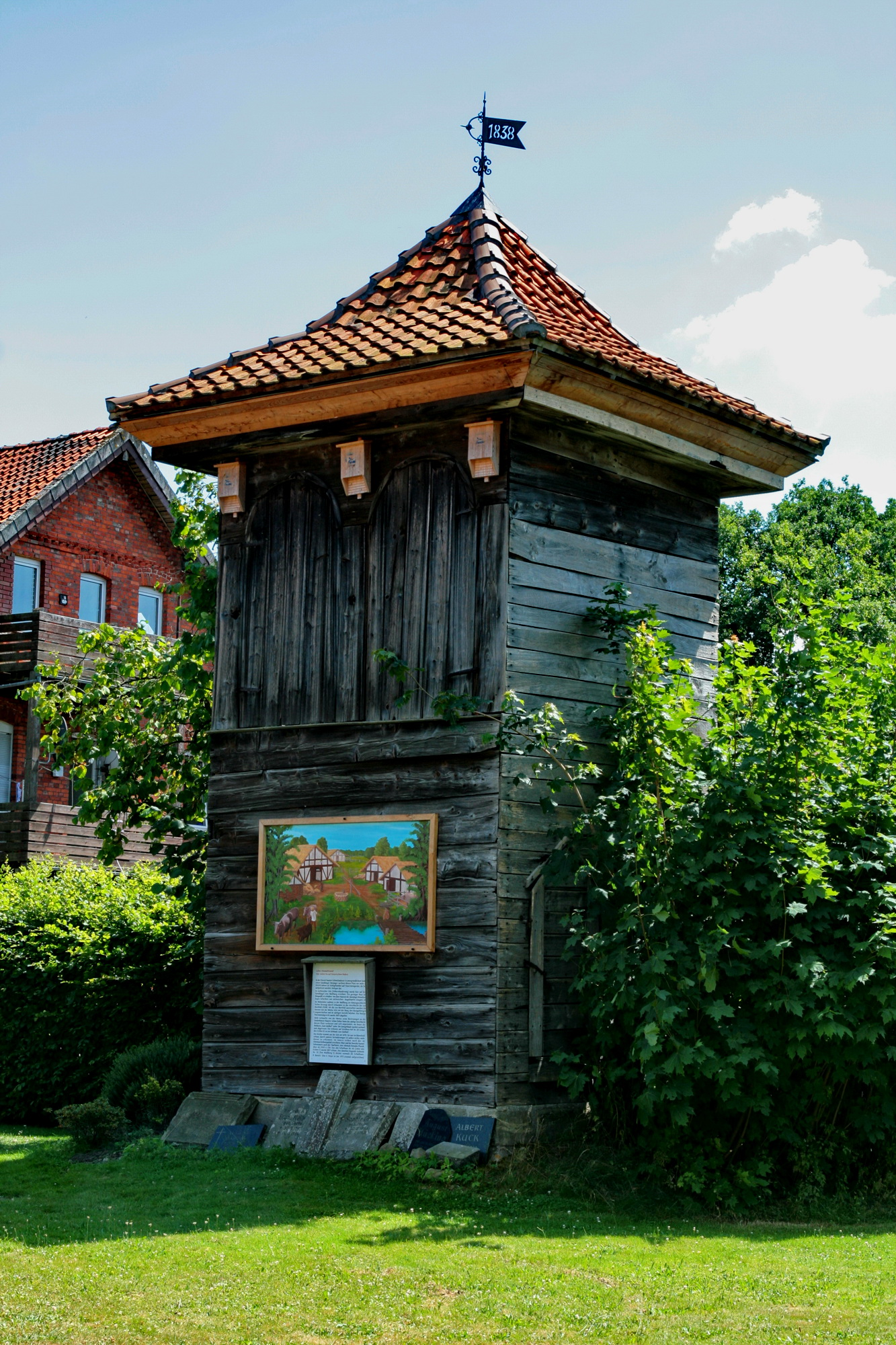
Ehemaliger Glockenturm von 1838 am Wallberg der Burganlage
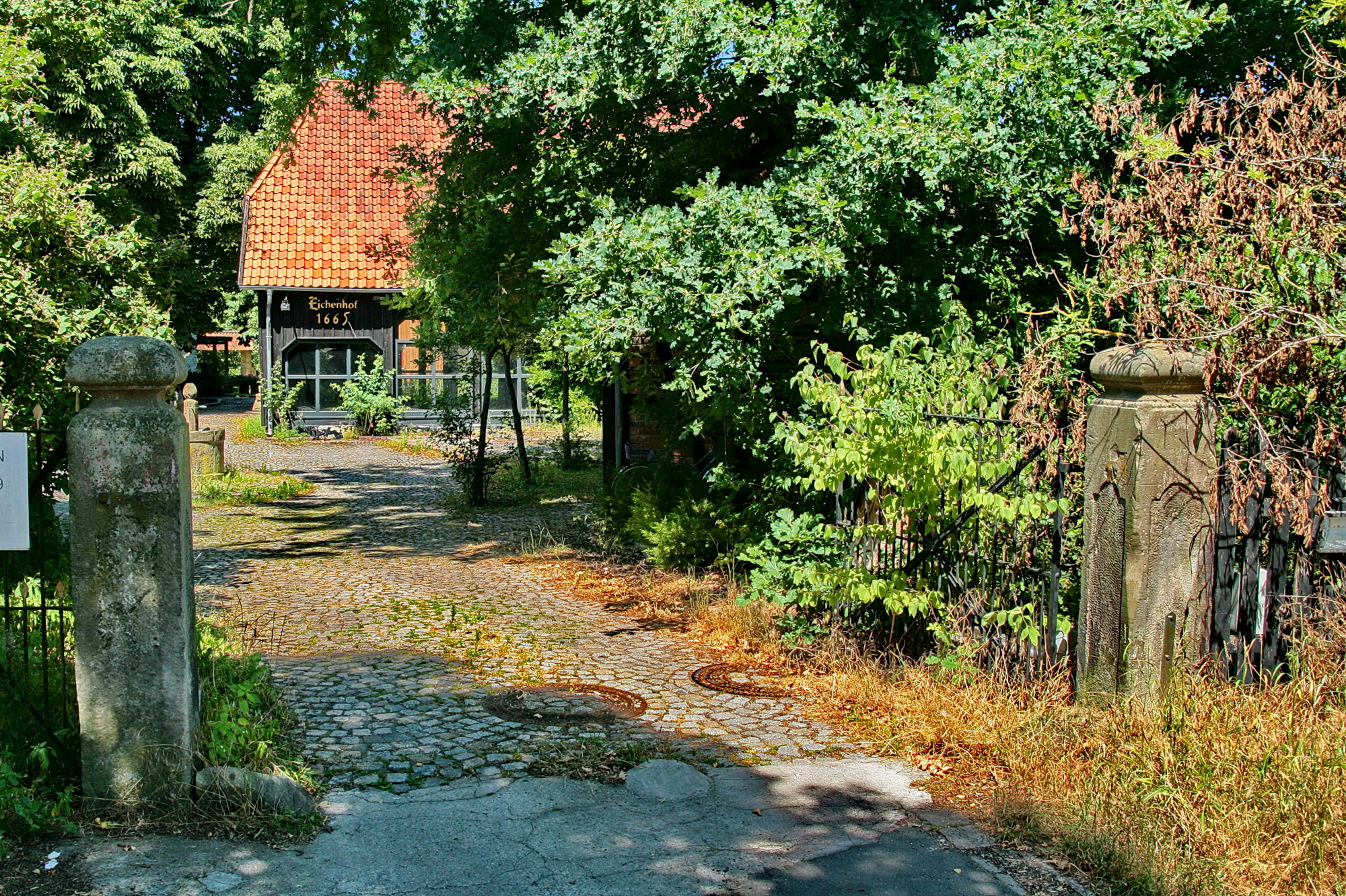
Eichenhof von 1665
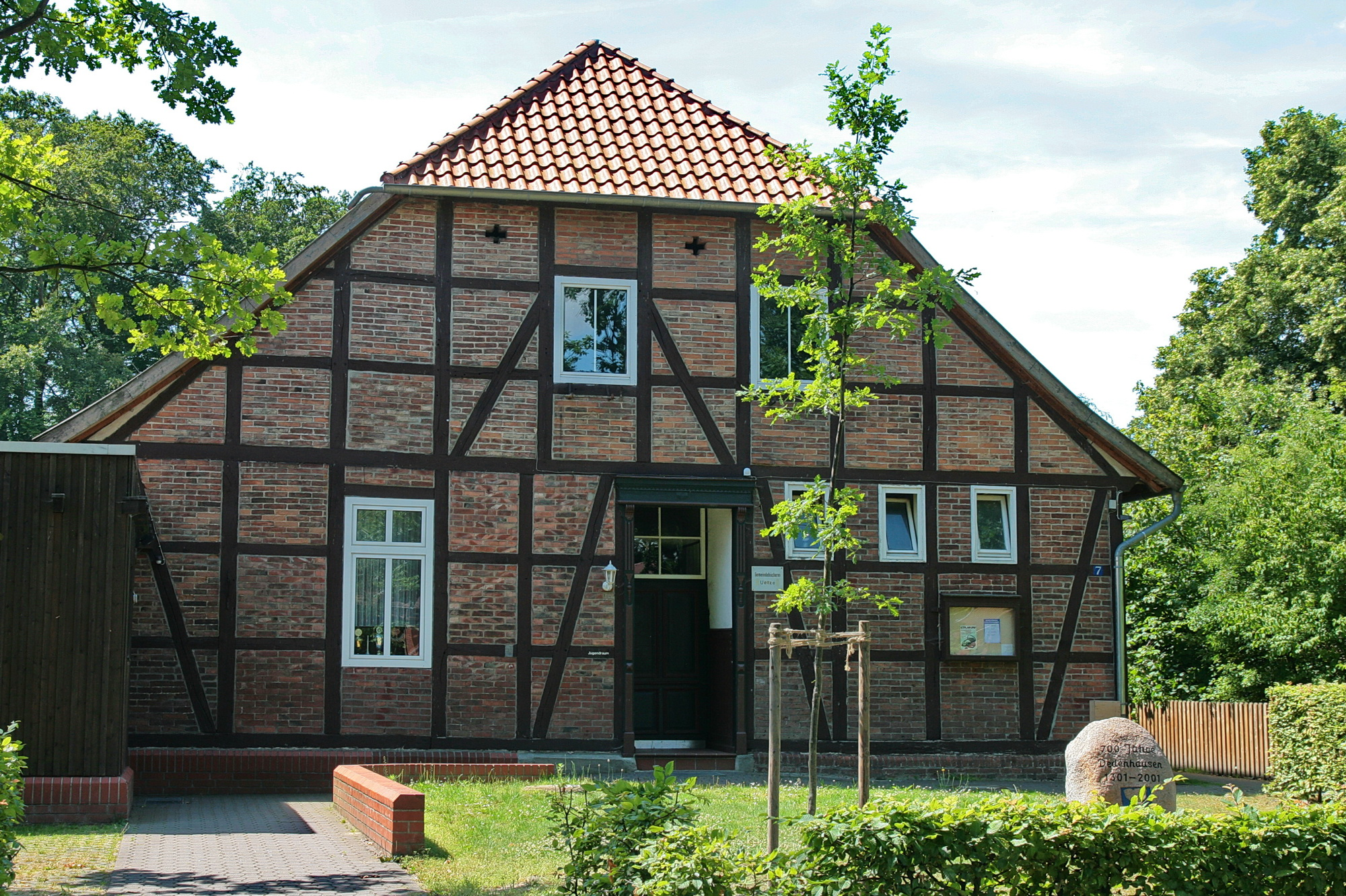
Alte Schule
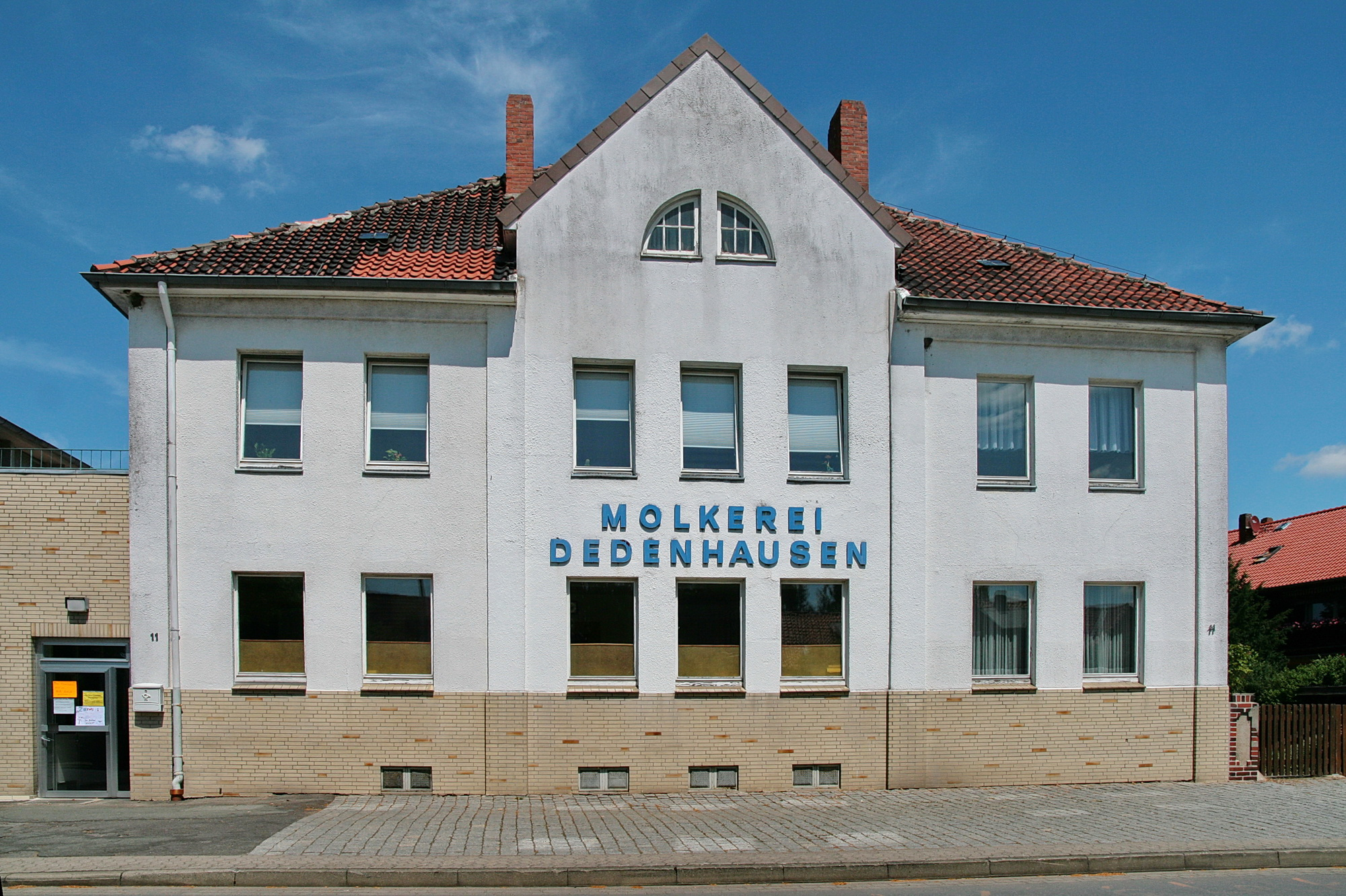
Alte Molkerei von 1903

## Wirtschaft und Infrastruktur
Seit 1870/71 liegt Dedenhausen an der Bahnstrecke Berlin–Lehrte. Vom eigenen Bahnhof, der seit 1895/96 besteht, gibt es Verbindungen nach Hannover und Wolfsburg. Das Empfangsgebäude von 1895 wurde 1969 abgerissen. Die Nebengleise einschließlich sämtlicher Weichen wurden 1995/96 im Zuge des Ausbaus zur Schnellfahrstrecke Hannover–Berlin entfernt, bis dahin fand noch Wagenladungsverkehr am Freiladegleis statt. Seitdem ist der Bahnhof betrieblich nur noch ein Haltepunkt. Der Bahnhof ist Grenze des Tarifgebietes des Großraum-Verkehr Hannovers und des Verbundtarif Region Braunschweig.

## Persönlichkeiten
Personen, die mit dem Ort in Verbindung stehen
- Georg Joachim von der Wense (1666–1725), preußischer Generalmajor, Chef des Dragonerregiments Nr. 1 sowie Erbherr von Dedenhausen
- Karl Ernst (1806–1898), evangelisch-lutherischer – zunächst landeskirchlicher, später freikirchlicher – Geistlicher und Mitglied der Ständeversammlung des Königreichs Hannover, war von 1837 bis 1857 Pastor von Dedenhausen und Eddesse